# Іцхак Бен-Аарон
Іцхак Бен-Аарон-(при народженні — Іцхок Нусбойм;) ізраїльський державний діяч, журналіст, міністр транспорту Ізраїлю (1959—1962).

## Біографія
Закінчив середню школу в Чернівцях, потім навчався в Німецькому інституті політики. Він був головою Ха-Шомер ха-Цаіру в Румунії, в 1928 р емігрував до Палестини, де жив у кібуці Гіат-Хаїм біля Хадери. У 1932—1938 рр. був секретарем робочого ради Тель-Авіва. З літа 1935 рік він служив протягом декількох місяців посланником організації Халуц у нацистській Німеччині, поки не був висланий за рішенням гестапо. У 1938—1939 рр. — секретар МАПАЙ.
У 1941 р під час Другої світової війни в званні молодшого лейтенанта британської армії потрапив до німецького полону. До свого звільнення в квітні 1945 р знаходився в таборі для військовополонених Oflag 79 в Брауншвейгу.
Після війни він вступив у МАПАМ і був одним із лідерів партії. У 1954 р став одним із лідерів розколу МАПАМ, виступив одним із засновників партії «Ахдут ха-Авода».
Обирався депутатом Кнесету 1-5 і 7-8 скликань:
- 1949—1954 рр. — від партії МАПАМ,
- 1954—1965 рр. — від партії Ахдут ха-Авода,
- 1965—1968 рр. — від партії Маарах,
- 1968—1969 рр. — від партії Авода,
- 1969—1977 рр. — від партії Маарах.

У 1959—1962 рр. — міністр транспорту Ізраїлю. Пішов у відставку в знак протесту проти антиробочої політики уряду. У 1969—1973 рр. — генеральний секретар Гістадрута. У 1977 р. ухвалив рішення про відхід із політичного життя.
Працював журналістом у ряді періодичних видань різних країн на івриті та їдиш (дебютувавши ще в Чернівцях на німецькій мові); був автором декількох книг на обох мовах. Його автобіографія була опублікована в Лондоні в 1947 р під назвою «Слухай, язичник! Історія життя».
У 1995 р був нагороджений Державною премією Ізраїлю за особливий внесок в розвиток суспільства та держави Ізраїль. В 2005 р увійшов у число 200 найпопулярніших ізраїльтян за опитуванням Ynet.